# Ordine della lealtà alla casa reale di Kedah
L'ordine della lealtà alla casa reale di Kedah è un ordine cavalleresco del sultanato di Kedah.

## Storia
L'ordine è stato fondato il 21 settembre 1973.

## Classi
L'ordine dispone delle seguenti classi di benemerenza che danno diritto a dei post nominali qui indicati tra parentesi:
- Cavaliere Gran Compagno o Dato' Sri Setia di-Raja Kedah (SSDK) - massimo 25 insigniti
  - Gli insigniti maschi hanno diritto al prefisso Dato' Seri mentre le loro mogli hanno diritto al prefisso Datin Seri
- Cavaliere Compagno o Dato' Setia di-Raja Kedah (DSDK) - massimo 150 insigniti
  - Gli insigniti maschi hanno diritto al prefisso Dato' mentre le loro mogli hanno diritto al prefisso Datin
- Compagno o Setia di-Raja Kedah (SDK)

| Nastri   |                    |                         |
| Compagno | Cavaliere Compagno | Cavaliere Gran Compagno |

## Assegnazione
- La classe di Cavaliere Gran Compagno è conferita a persone di alto grado, che sono ben noti per la loro eccellenza nell'esercizio delle loro funzioni allo Stato di Kedah e alla Federazione di Malesia, in qualunque campo.
- La classe di Cavaliere Compagno è conferita a persone di alto grado, che esercitando una grande influenza e avendo una grande responsabilità, si sono distinti per un eccellente servizio allo Stato di Kedah e alla Federazione di Malesia.

## Insegne
- Cavaliere Gran Compagno Uomini & Donne, Principessa di Kedah

Gli insigniti indossano un collare, un distintivo su una fascia e una stella al petto.
- Cavaliere Compagno 2005 [1] & 2011 [2] - Donne (RA)

Gli insigniti indossano un distintivo su una fascia e una stella al petto. Un tempo il distintivo era portato su una fascia al collo.
- Compagno Uomini - titolare del 2010 [3] & Donne

Gli uomini indossano un distintivo su una fascia al collo.
Le donne indossano un distintivo su un fiocco al petto.
- Il nastro cambia a seconda della classe, rimangono uguali i colori cioè l'azzurro, il giallo, il rosso e il bianco. Un tempo il nastro della classe di Cavaliere Compagno era uguale a quello della classe di Compagno.